# I’m Outta Time
«I’m Outta Time» — песня и одноимённый EP английской рок-группы Oasis, изданный на их седьмом студийной альбоме Dig Out Your Soul в 2008 году. Песня написана ведущим вокалистом группы Лиамом Галлахером.
Песня была издана в качестве сингла 1 декабря 2008 года, став таким образом вторым синглом альбома, последовавшим за выпущенным в том же 2008 году первым синглом The Shock of the Lightning.
Песню отмечали как одно из ярких мест альбома как поклонники группы, так и сами её участники. Гитарист группы Ноэл Галлахер назвал эту песню «обманчиво яркой». Песня была высоко оценена критикой. Так, журнал New Musical Express назвал её «красивой балладой» и сравнил с музыкой группы The Beatles, которыми всегда восхищались участники Oasis.
Песня поднялась до 12 места в хит-параде синглов Великобритании (UK Singles Chart), став первой с 1994 года песней Oasis, не попавшей в первую десятку хит-парада. До выпуска «I’m Outta Time» 22 сингла Oasis подряд входили в Top 10 британского хит-парада.
В песне используется короткий отрывок одного из последних интервью Джона Леннона, записанного незадолго до его убийства в 1980 году. В отрывке Леннон говорит: «Как сказал Черчилль, неотъемлемое право каждого англичанина — жить там, где он пожелает. И что же, оно возьмёт и исчезнет? Его уже не будет, когда я вернусь?».

## Стилистика
Стилистически песня схожа с работами Джона Леннона, записанными в начале 1970-х. Партия фортепиано частично совпадает с аналогичной партией в песне Леннона «Jealous Guy»: присутствуют трёхоктавные переходы в тональности до-мажор. Это совпадение было намеренным: Галлахер, по собственному признанию, написал песню в память о Ленноне. В одном из интервью он в шутку сказал, что у него ушли годы на написание этой песни.

## Видеоклип
Видеоклип на песню «I’m Outta Time» снимался в английском городе Bourton-on-the-Water. Он был выпущен в ноябре 2008 года. В клипе Лиам Галлахер, единственный снявшийся в нём участник группы, показан совершающим «сюрреалистическое путешествие сквозь залитый луной английский пейзаж».
Снятый в чёрно-белой гамме клип показывает сидящего посреди ночного леса Лиама, которого окружают лесные животные. Некоторые показанные детали явно отсылают к Джону Леннону.

## Список композиций
| №  | Название                                         | Автор(ы)      | Длительность |
| -- | ------------------------------------------------ | ------------- | ------------ |
| 1. | «I’m Outta Time» (album version)                 | Лиам Галлахер | 4:10         |
| 2. | «I’m Outta Time» (Twiggy Ramirez remix)          | Лиам Галлахер | 6:14         |
| 3. | «The Shock of the Lightning» (Jagz Kooner remix) | Ноэл Галлахер | 6:40         |

| №  | Название                                     | Автор(ы)      | Длительность |
| -- | -------------------------------------------- | ------------- | ------------ |
| 1. | «I’m Outta Time» (album version)             | Лиам Галлахер | 4:10         |
| 2. | «To Be Where There’s Life» (Neon Neon remix) | Гем Арчер     | 4:17         |

| №  | Название                                         | Автор(ы)      | Длительность |
| -- | ------------------------------------------------ | ------------- | ------------ |
| 1. | «I’m Outta Time» (Twiggy Ramirez remix)          | Лиам Галлахер | 6:14         |
| 2. | «The Shock of the Lightning» (Jagz Kooner remix) | Ноэл Галлахер | 6:40         |

| №  | Название                                | Автор(ы)      | Длительность |
| -- | --------------------------------------- | ------------- | ------------ |
| 1. | «I’m Outta Time» (album version)        | Лиам Галлахер | 4:10         |
| 2. | «I’m Outta Time» (Twiggy Ramirez remix) | Лиам Галлахер | 6:14         |
| 3. | «I’m Outta Time» (demo)                 | Лиам Галлахер | 4:01         |

## Хит-парады
| Чарт (2008)              | Высочайшая позиция |
| ------------------------ | ------------------ |
| UK Singles Chart         | 12                 |
| French Singles Chart     | 48                 |
| European Hot 100 Singles | 25                 |